# Шейді-Гроув (округ Черокі, Оклахома)
Шейді-Гроув (англ. Shady Grove) — переписна місцевість (CDP) в США, в окрузі Черокі штату Оклахома. Населення — 519 осіб (2020).

## Географія
Шейді-Гроув розташоване за координатами 35°56′55″ пн. ш. 95°5′43″ зх. д. / 35.94861° пн. ш. 95.09528° зх. д. (35.948542, -95.095242).  За даними Бюро перепису населення США в 2010 році переписна місцевість мала площу 32,61 км², уся площа — суходіл.

## Демографія
Згідно з переписом 2010 року, у селищі мешкало 556 осіб у 201 домогосподарстві у складі 153 родин. Густота населення становила 17 осіб/км².  Було 216 помешкань (7/км²).
Расовий склад населення:
| - 50,2 % — білих - 29,7 % — корінних американців - 0,4 % — азіатів - 2,2 % — осіб інших рас |

До двох чи більше рас належало 17,6 %. Частка іспаномовних становила 4,3 % від усіх жителів.
За віковим діапазоном населення розподілялося таким чином: 26,6 % — особи молодші 18 років, 61,3 % — особи у віці 18—64 років, 12,1 % — особи у віці 65 років та старші. Медіана віку мешканця становила 38,0 року. На 100 осіб жіночої статі у селищі припадало 101,4 чоловіків;  на 100 жінок у віці від 18 років та старших — 101,0 чоловіків також старших 18 років.
Середній дохід на одне домашнє господарство  становив 50 396 доларів США (медіана — 36 736), а середній дохід на одну сім'ю — 57 116 доларів (медіана — 43 750). Медіана доходів становила 31 042 долари для чоловіків та 31 875 доларів для жінок. За межею бідності перебувало 23,9 % осіб, у тому числі 29,4 % дітей у віці до 18 років та 0,0 % осіб у віці 65 років та старших.
Цивільне працевлаштоване населення становило 153 особи. Основні галузі зайнятості: освіта, охорона здоров'я та соціальна допомога — 32,7 %, публічна адміністрація — 11,8 %, виробництво — 11,1 %.